# Uchenna Kanu
Uchenna Kanu, née le 20 juin 1997 à Abia au Nigeria, est une footballeuse internationale nigériane. Elle joue au poste d'attaquante pour le Racing Louisville.

## Biographie

### En club
Elle part en 2016 aux États-Unis, étudier à la Southeastern University, une université chrétienne évangélique américaine privée située à Lakeland. en Floride. Elle rejoint l’équipe féminine de football de cette université, Southeastern Fire, à la mi-saison 2016. Elle s’y montre particulièrement performante comme attaquante, ayant à son actif 115 buts et 33 passes décisives en trois ans, de 2016 à fin 2018, dont 57 buts en 2018, et jouant progressivement un rôle de plus en plus décisif au sein de son club,. Elle joue également quelques matchs au sein d'un club professionnel américain de Floride, le Pensacola FC Women, qu'elle vient renforcer en octobre 2019.

### En équipe nationale
En 2014, elle est sélectionnée en équipe de jeunes pour représenter le Nigeria à la Coupe du monde féminine de football des moins de 17 ans, et également à la  Coupe du monde féminine de football des moins de 20 ans. 
En 2019, elle fait ses débuts en équipe nationale, les Super Falcons, le 8 avril lors d'un match  amical contre le Canada, perdu par le Nigeria 2 à 1, puis en mai lors de la Coupe féminine de l’Union des fédérations ouest-africaines de football (West Africa Football Union en anglais, ou WAFU). Elle se montre en forme dans cette dernière compétition, inscrivant huit buts en deux matches, contre le Burkina Faso et contre le Niger. Elle est sélectionnée fin mai dans l’équipe nationale nigériane pour la phase finale de la Coupe du monde féminine qui commence en juin en France,.
Uchenna Kanu est appelée en équipe du Nigeria pour la Coupe d'Afrique des Nations féminine 2022. Le 16 juin 2023, elle est incluse dans l'équipe nigériane de 23 joueuses pour la Coupe du monde féminine de football 2023.
Puis Uchenna Kanuest est appelée à nouveau en équipe du Nigeria pour les Jeux olympiques d'été de 2024 à Paris.